# Veslanje na Olimpijskih igrah
Veslanje na Olimpijskih igrah se je začelo na Poletnih olimpijskih igrah v Parizu leta 1900. Na programu je bilo tudi na prvih Olimpijskih igrah moderne dobe v Atenah leta 1896, a je bilo kasneje odpovedano zaradi slabega vremena. Ženske so v veslanju na Olimpijskih igrah prvič nastopile na Olimpijadi leta 1976 v Montrealu.
Veslanje za lahke veslače je bilo uvedeno na Poletnih olimpijskih igrah v Atlanti 1996.
Trenutno je na programu OI 14 disciplin:
- Moški: dvojni četverec, dvojni dvojec, enojec, osmerec, četverec brez krmarja, dvojec brez krmarja
- Moški lahki veslači: četverec brez krmarja, dvojni dvojec
- Ženske: dvojni četverec, dvojni dvojec, enojec, osmerec, dvojec brez krmarke
- Ženske lahke veslačice: dvojni dvojec

## Dolžina proge in način tekmovanja
Moški danes tekmujejo na standardni progi dolžine 2000 metrov. Na Olimipijadi leta 1900 so tekmovali na dolžini 1750 m, leta 1904 na 1,5 milje, leta 1906 na različnih dolžinah, leta 1908 spet na 1,5 milje ter leta 1948 na 1880 m.
Ženske so do leta 1988 tekmovale na razdalji 1000 m, od leta 1988 naprej pa tekmujejo na 2000 m.
V začetku so tekmovali po sistemu match race. Takrat sta tekmovala dva ali trije čolni po sistemu kvalifikacij ali vsak z vsakim. Danes tekmuje 6 čolnov, od katerih napreduje šest čolnov z najhitrejšim časom, prva dva v skupini pa avtomatsko napredujeta. Ta sistem je bil prvič vpeljan leta 1936, standard pa je postal na Olimpijadi v Melbournu leta 1956.

## Olimpijske kvalifikacije
Zaradi omejitve števila tekmovalcev na OI izvaja Mednarodna veslaška zveza kvalifikacijske tekme v olimpijskih disciplinah. Vsaka nacionalna zveza lahko na Olimpijske igre prijavi samo eno ekipo.
Glavna kvalifikacijska tekma je Svetovno prvenstvo v veslanju, ki ga organizira v letu pred prihajajočimi Olimpijskimi igrami. V istem letu so organizirane še štiri kvalifikacijske regate na drugih celinah, na katerih se lahko tekmovalci kvalificirajo za nastop na OI.

## Najuspešnejši veslači in veslačice na OI
| Športnik/ica (država)                            | Olimpijske igre                    | Zlato | Srebro | Bron | Skupaj | Opomba |
| Elisabeta Lipa, Romunija                         | 1984, 1988, 1992, 1996, 2000, 2004 | 5     | 2      | 1    | 8      | 20 let med prvo in zadnjo zlato medaljo                                                                                        |
| Steve Redgrave, Združeno kraljestvo              | 1984, 1988, 1992, 1996, 2000       | 5     | 0      | 1    | 6      | Zlata medalja na petih zaporednih Olimpijadah                                                                                  |
| Doina Ignat, Romunija                            | 1992, 1996, 2000, 2004             | 4     | 1      | 0    | 5      | Članica slavnega romunskega osmerca                                                                                            |
| Matthew Pinsent, Velika Britanija                | 1992, 1996, 2000, 2004             | 4     | 0      | 0    | 4      | Štiri zaporedne zlate medalje, partner Steva Redgrava                                                                          |
| Kathrin Boron, Nemčija                           | 1992, 1996, 2000, 2004             | 4     | 0      | 0    | 4      | Štiri zaporedne zlate medalje                                                                                                  |
| Georgeta Damian, Romunija                        | 2000, 2004                         | 4     | 0      | 0    | 4      | Zlato v osmercu in dvojcu brez krmarke, na dveh Olimpijadah                                                                    |
| Jack Beresford, Velika Britanija                 | 1920, 1924, 1928, 1932, 1936       | 3     | 2      | 0    | 5      | Prvi veslač z medaljo na petih zaporednih Olimpijadah.                                                                         |
| Elena Georgescu, Romunija                        | 1992, 1996, 2000, 2004             | 3     | 1      | 0    | 4      | Krmarka romunskega osmerca |
| Marnie McBean, Kanada                            | 1992, 1996                         | 3     | 0      | 1    | 4      | Vse medalje v paru s Kathleen Heddle                                                                                           |
| Kathleen Heddle Kanada                           | 1992, 1996                         | 3     | 0      | 1    | 4      | Vse medalje v paru z Marnie McBean                                                                                             |
| James Tomkins Avstralija                         | 1988, 1992, 1996, 2000, 2004       | 3     | 0      | 1    | 4      | Najuspešnejši avstralski veslač                                                                                                |
| John B. Kelly, Sr. ZDA                           | 1920, 1924                         | 3     | 0      | 0    | 3      | Prvi veslač s tremi zlatimi medaljami - Oče igralke Grace Kelly                                                                |
| Paul Costello, ZDA                               | 1920, 1924, 1928                   | 3     | 0      | 0    | 3      | Prvi veslač s tremi zlatimi medaljami v eni disciplini (dvojni dvojec)                                                         |
| Vjačeslav Ivanov, ZSSR                           | 1956, 1960, 1964                   | 3     | 0      | 0    | 3      | Prvi veslač s tremi zlatimi medaljami v enojcu                                                                                 |
| Sigfried Brietzke, Nemška demokratična republika | 1972, 1976, 1980                   | 3     | 0      | 0    | 3      | Prvi nemški dobitnik treh zlatih medalj                                                                                        |
| Pertti Karppinen, Finska                         | 1976, 1980, 1984, 1988, 1992       | 3     | 0      | 0    | 3      | Vse medalje osvojene v enojcu                                                                                                  |
| Agostino Abbagnale, Italija                      | 1988, 1996, 2000                   | 3     | 0      | 0    | 3      | Brata Carmine in Giuseppe sta osvojila po dve zlati medalji, kar jih postavlja na prvo mesto med veslaškimi družinami na svetu |
| Constanţa Burcica, Romunija                      | 1996, 2000, 2004                   | 3     | 0      | 0    | 3      | Vse medalje osvojene v dvojnem dvojcu za lahke veslačice                                                                       |
| Liliana Gafencu, Romunija                        | 1996, 2000, 2004                   | 3     | 0      | 0    | 3      | Članica romunskega osmerca |
| Viorica Susanu, Romunija                         | 1996, 2000, 2004                   | 3     | 0      | 0    | 3      | Dve medalji v osmercu in ena v dvojcu brez krmarke                                                                             |

## Discipline, ki niso več na programu
Na Olimpijadah leta 1900 in 1904 je bilo poleg absolutne kategorije na sporedu še nekaj drugih, med katerimi so bile: juniorji, začetniki, klubi, napredni tekmovalci in podobno. Skozi zgodovino so se pojavljale tudi druge discipline, ki pa se niso obdržale do danes. Med te spadajo:
- Dvojec s krmarjem (moški) (1900-1992)
- Četverec s krmarjem (moški) (1900-1992)
- Četverec s krmarko (ženske) (1976-1988)
- Dvojni četverec s krmarko (ženske) (1976-1984)
- Četverec brez krmarke (ženske) (1992)
- Četverec s krmarjem široke gradnje (gig, yola) (1912)
- Mornariški čoln za 6 oseb (kuter) (1906)
- Mornariški čoln za 17 oseb (kuter) (1906)